# Jesse Benedict Carter

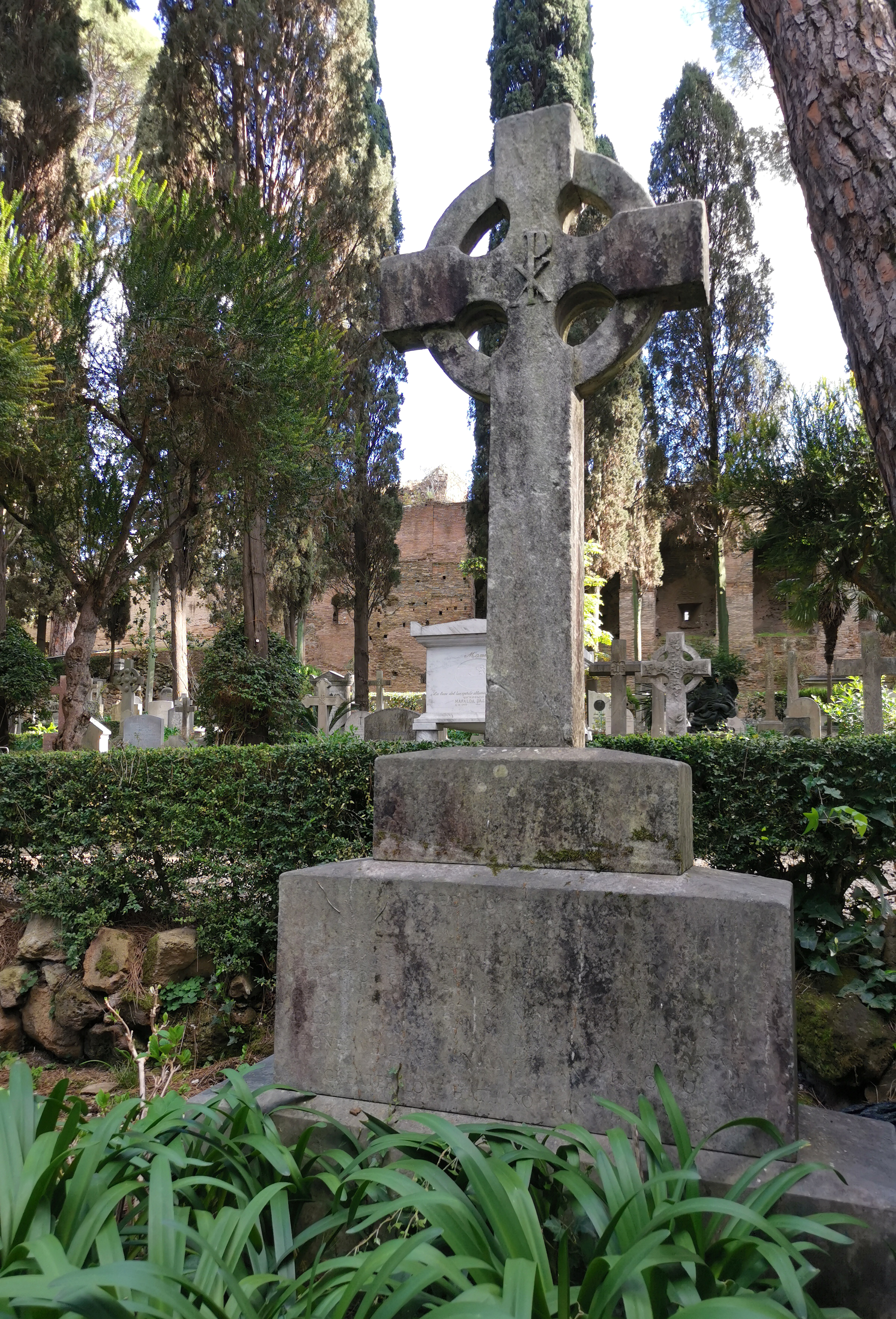
Grab auf dem Nichtkatholischen (Protestantischen) Friedhof Rom

Jesse Benedict Carter (* 16. Juni 1872 in New York; † 20. Juli 1917 in Cervignano del Friuli) war ein US-amerikanischer Klassischer Philologe und Religionswissenschaftler.

## Leben
Carter studierte zunächst an der New York University (1889–1890), dann in Princeton (1890–1893). Danach setzte er seine Studien in Deutschland fort (Leipzig, Berlin, Göttingen 1893–1895). Von 1895 bis 1897 unterrichtete Carter Latein an der Princeton University, um dann von 1897 bis 1898 an der Universität Halle weiterzustudieren, wo er als Schüler von Georg Wissowa am 4. August 1898 mit der Dissertation De deorum Romanorum cognominibus quaestiones selectae promoviert wurde. Zwischen 1898 und 1907 war er wieder als Professor für Latein in Princeton tätig. In den Jahren 1904 bis 1907 war Carter Annual Professor an der American School of Classical Studies in Rom, deren Direktor er von 1907 bis 1912 war, bevor er 1913 Direktor der neu gegründeten American Academy in Rome wurde. Sein Hauptforschungsgebiet war die Römische Religion.
Jesse Benedict Carter starb am 20. Juli 1917 an einem Hitzeschlag an der italienischen Front. Er wurde auf dem Protestantischen Friedhof in Rom beerdigt.

## Veröffentlichungen (Auswahl)
- De deorum Romanorum cognominibus quaestiones selectae. Leipzig 1898 (Digitalisat)
- Selections from the Roman Elgiac Poets. New York 1900
- Epitheta deorum quae apud poetas latinos leguntur  (= Ausführliches Lexikon der griechischen und römischen Mythologie Supplement). Leipzig 1902 (Digitalisat).
- The Religion of Numa. London / New York 1906
- The Religious Life of Ancient Rome. Boston / New York 1911